# Bohar
Bohar is een bestuurslaag in het regentschap Sidoarjo van de provincie Oost-Java, Indonesië. Bohar telt 5541 inwoners (volkstelling 2010).